# Matija Kovačić (novinar)
Matija Kovačić (Ljubljanica (Martinska Ves), 1. rujna 1901. – Barcelona, 12. siječnja 1972.), hrvatski novinar, publicist i državni dužnosnik u NDH.
Prije rata bio je glavni urednik Hrvatskog lista iz Osijeka.

### Angažman za vrijeme NDH
Odmah nakon osnivanja NDH postaje urednikom državne novinske agencije Velebit (kasnije, Hrvatski državni dojavni ured "Croatia"). Predsjedavao je prvom skupštinom Hrvatskog novinarskog društva održanom u doba NDH, 16. srpnja 1941. godine. 1941. – 1942. godine je i predsjednik Hrvatskog novinarskog društva.
1941. – 1942. je bio ravnatelj, te potom godine glavni urednik dnevnog lista Hrvatski narod.
Nakon uredničkog mjesta u Hrvatskom narodu, najprije je savjetnik Ministarstva vanjskih poslova NDH, a od listopada 1942. do siječnja 1944. je glavni ravnatelj Hrvatskog državnog glavnog ravnateljstva za promidžbu (HDGRP) u Ministarstvu narodne prosvjete, tj. šef državne cenzure u NDH.
Pisao je u većini listova za vrijeme NDH, a napose u Hrvatskom narodu. U člancima je objašnjavao i pripremao promidžbenu državnu politiku. Bio je među najutjecajnijima u ustaškoj propagandi, uz Milu Budaka, Mladena Lorkovića, Aleksandra Seitza, Andriju Artukoviću, Jozu Dumandžića, Matiju Kovačića, Viktora Gutića, Milovana Žanića, Matu Frkovića i Mirka Puka.  Blisko je surađivao s Mladenom Lorkovićem. 
Hrvatsku je napustio 1945. godine.

### Knjige
1942. godine preuzeo je pripremu materijala za knjigu o četničkim i partizanskim zločinima u NDH, poznatu pod naslovom Siva knjiga. Knjiga je izdana u lipnju 1942. godine po nalogu Ministarstva vanjskih poslova "na osnovu dokaznog gradiva". Knjiga je bila prevedena na njemački, talijanski i francuski. 
Napisao je predgovor knjizi Vjekoslava Vrančića Urota protiv Hrvatske (1943.).
Nakon rata objavljuje 1970. godine u Münchenu i Barceloni djelo Od Radića do Pavelića: Hrvatska u borbi za svoju samostalnost: uspomene jednoga novinara (Knjižnica Hrvatske revije).